# Perdido Beach
Perdido Beach est un village au nord de la Perdido Bay, entre l'embouchure des ruisseaux Soldier et Palmetto dans le comté de Baldwin (Alabama, États-Unis).
Elle fait partie de l'aire micropolitaine de Daphne–Fairhope–Foley.

## Géographie

### Climat
Perdido Beach a un climat subtropical humide. La température moyenne maximale en hiver est de 18,3 °C et atteint les 32,2 °C en été. Il tombe en moyenne 1549,4 mm de pluie par an.
La situation de Perdido Beach sur la côte nord du golfe du Mexique rend le village vulnérable aux cyclones tropicaux.
| Mois                              | jan.  | fév.  | mars  | avril | mai | juin  | jui.  | août  | sep.  | oct.  | nov.  | déc.  |
| --------------------------------- | ----- | ----- | ----- | ----- | --- | ----- | ----- | ----- | ----- | ----- | ----- | ----- |
| Température minimale moyenne (°C) | 6     | 7     | 11    | 14    | 18  | 22    | 23    | 23    | 21    | 15    | 11    | 7     |
| Température moyenne (°C)          | 11    | 13    | 16    | 19    | 23  | 27    | 28    | 28    | 26    | 21    | 16    | 13    |
| Température maximale moyenne (°C) | 16    | 18    | 21    | 24    | 28  | 31    | 32    | 32    | 31    | 26    | 22    | 18    |
| Précipitations (mm)               | 145,3 | 123,4 | 160,5 | 100,8 | 112 | 131,3 | 180,1 | 155,2 | 171,4 | 108,2 | 112,5 | 102,1 |

## Histoire
Le 21 avril 2009, près de 60 % des électeurs soutinrent l'incorporation comme village (town). Le 10 juin 2009, le juge successoral du comté, Adrian Johns confirma par ordonnance l'incorporation. Les premières élections municipales, lors desquelles le maire et le conseil de ville ont été élus, ont eu lieu à l'automne 2009.

## Population et société

### Démographie
En 2008, la population s'élevait à 558 habitants.
| 2010 | - | - | - |
| ---- | - | - | - |
| 581  | - | - | - |

### Éducation
Les écoles de Perdido Beach sont gérées par le système de la Baldwin County Public Schools.

## Sources

## Compléments